# Hamadryas lelaps
Hamadryas lelaps är en fjärilsart som beskrevs av Frederick DuCane Godman och Osbert Salvin 1883. Hamadryas lelaps ingår i släktet Hamadryas och familjen praktfjärilar. Inga underarter finns listade i Catalogue of Life.